# José León Bernal
José León Bernal (Madrid, 3 de febrero de 1995) es un futbolista español que juega como defensa en el C. D. Tenerife de la Segunda División de España.

## Trayectoria
Ingresó en las categorías inferiores del Real Madrid C. F. en el año 2004 para incorporarse al Benjamín A.
El 25 de mayo de 2014 debutó con el Real Madrid Castilla, primer filial del equipo blanco en la Segunda división española ante el Córdoba C. F. Esa temporada solo jugaría un partido con el Castilla, que acabaría descendiendo a Segunda División B de España. En la temporada 2014-15 fue finalmente ascendido al Castilla donde permaneció hasta ser cedido al Cultural Leonesa en agosto de 2016.
Se unió como cedido a la Cultural y Deportiva Leonesa, donde fue partícipe del ascenso del club a la Segunda División de España en la temporada 2016-17, pero varias lesiones le impidieron jugar demasiados partidos, un total de 6, antes de regresar al Castilla. Tras una temporada regresó al filial madrileño, donde fue nombrado capitán y jugó un total 24 partidos, siendo una de las piezas claves del equipo en esa temporada.
Tras realizar la pretemporada con el primer equipo del Real Madrid y llegar a debutar en ella, finalmente, el 25 de agosto de 2018 el Rayo Vallecano hizo oficial su fichaje para las siguientes dos temporadas. No entró en ninguna convocatoria con el equipo franjirrojo hasta el 14 de noviembre cuando debutó de manera no oficial ante el Grasshoppers en el Trofeo de Vallecas. Más tarde se descubrió que al no tener ficha con el primer equipo y tener 23 años no podía jugar con el primer equipo, por lo que pasó a entrenar con el filial, el Rayo Vallecano B.
En el mercado de invierno de la temporada 2018-19 se fue a préstamo al AFC Eskilstuna de la Primera de Suecia. A su vuelta a España, firmó con el C. F. Fuenlabrada de la Segunda División, con el que disputó 21 encuentros en la temporada 2019-20 y se quedó a punto de jugar el playoff de ascenso a Primera.
El 20 de septiembre de 2020 firmó por la A. D. Alcorcón, también de la Segunda División, por una temporada, para volver a ponerse a las órdenes de Mere.
El 20 de junio de 2021 se hizo oficial su incorporación al C. D. Tenerife, de la Segunda División, por dos temporadas.

## Selección nacional
Fue internacional con España sub-19.

## Clubes
| Club                       | País   | Año       |
| -------------------------- | ------ | --------- |
| Real Madrid C. F. "C"      | España | 2014-2015 |
| Real Madrid Castilla C. F. | España | 2015-2018 |
| Cultural Leonesa (cedido)  | España | 2016-2017 |
| Rayo Vallecano             | España | 2018-2019 |
| AFC Eskilstuna (cedido)    | Suecia | 2019      |
| C. F. Fuenlabrada          | España | 2019-2020 |
| A. D. Alcorcón             | España | 2020-2021 |
| C. D. Tenerife             | España | 2021-     |